# Psectrotarsia
Psectrotarsia là một chi bướm đêm thuộc họ Noctuidae.

## Loài
- Psectrotarsia euposis (Dyar, 1912)
- Psectrotarsia flava Dognin, 1907
- Psectrotarsia hebardi (Skinner, 1917)
- Psectrotarsia rhodophora (Hampson, 1910)
- Psectrotarsia suavis (H. Edwards, 1884)